# イウォレ京成
株式会社イウォレ京成（イウォレけいせい、英文社名：Iwore Keisei Co.,Ltd）は、千葉県千葉市中央区に本社を置く京成グループの企業。京成電鉄沿線を中心にレストラン、映画館、レジャーサービスを展開する。京成電鉄の完全子会社。コーポレートスローガンは「明るい笑顔とさわやかな声」。
本項では前身会社の京成興業株式会社（けいせいこうぎょう）についても記述する。

## 概要
1958年（昭和33年）3月20日、京成興業株式会社として設立。
京成興業時代は、新京成電鉄新京成線（現・京成松戸線）エリアを含むドトールコーヒーショップのフランチャイズ事業や、不動産事業として京成ビル（青戸など）や駐車場の賃貸も行っていた。
2007年（平成19年）2月1日、株式会社イウォレ京成を設立。かつては本社を京成興業本社と同じ千葉市中央区本千葉町15番1号に置いていたが、千葉市中央区神明町250番1号へ移転した。

## 事業内容

### レストラン事業
- 「京成友禅」- 成田国際空港第1旅客ターミナル内の和食レストラン
- ポポラマーマ ダイエーいちかわコルトンプラザ店
- ダイニングレストラン「ベリエール」
- サブウェイ
  - イオン新浦安店
  - ニッケコルトンプラザ店
  - ららぽーとTOKYO-BAY店
- 100時間カレーEXPRESS 
  - ららぽーとTOKYO-BAY店
  - ニッケコルトンプラザ店
  - アリオ蘇我店
- 給食事業所 - 京成電鉄・京成バスの社員食堂

### 映画事業
- シネマコンプレックス「京成ローザ10」- Mio千葉店（千葉中央駅駅ビル）2階・4階[5]

京成興業時代に千葉中央駅前で、洋画封切館「京成ローザ」として単館開館。以来60年以上運営している。

### 理・美容室事業
- QBハウス
  - 京成勝田台駅店
  - ベイシア佐倉店
  - イオンモール千葉ニュータウン店
  - 京成船橋駅店

閉店した店舗
- QBハウス
  - 京成八千代台駅店
  - 京成千葉中央駅店